# Masagua
Masagua (del xinca, «Masa Wa» que significa «lugar de la piña») es un municipio del departamento de Escuintla de la región sur-central de la República de Guatemala. 
Tras la Independencia de Centroamérica en 1821, la constitución del Estado de Guatemala promulgada el 11 de octubre de 1825 estableció los circuitos para la administración de justicia en el territorio del Estado y menciona que Masagua era parte del Circuito de Escuintla en el Distrito N.º 2 del mismo nombre, y que era parte del departamento de Guatemala/Escuintla.
Masagua pasó de categoría a municipio el 1 de mayo de 1830 y en 1883 le fue anexado el antiguo municipio de San Juan Mixtán.
En la década de 2000 se convirtió en un importante centro de distribución de energía eléctrica con la construcción de la planta de generación eléctrica Jaguar Energy en 2008 y con la instalación de la comercializadora de energía «ION energy» —propiedad del grupo guatemalteco Corporación Multi Inversiones— en 2014.

## Toponimia
Existen tres explicaciones del origen y significado del topónimo «Masagua».

### Hipótesis xinca
Según las investigaciones más recientes del antropólogo y etnohistoriador Ruud van Akkeren, el topónimo Masagua deriva de «Masa» (del xinca: «piña») y «wa» (un posesivo calificativo de paraje utilizado desde épocas muy antiguas en Mesoamérica, probablemente de origen olmeca, que significa «lugar»). Esta hipótesis probablemente es la más plausible, puesto que la pronunciación se mantiene, sin forzar  el «tl» de «mazatl». Los arqueólogos Frederick Bove y Sonia Medrano han propuesto a los xincas como habitantes de Escuintla al encontrar una secuencia cerámica desconocida que no pudieron asignar a una esfera cultural precisa, por lo que el propio Bove propone que los xincas son sus productores y portadores, en palabras de Medrano: "Bove y yo propusimos que los habitantes originales de Escuintla, desde el Preclásico temprano, eran xinka. Fue por descarte, no creíamos que eran mayas, por supuesto no eran los mokaya de Clark de Chiapas. Entonces ante no tener a nadie y tener a gente viviendo ahí proponíamos, el doctor Bove y yo, como una hipótesis que podían ser xinka y todo este tiempo, desde ese momento, los xinka de Escuintla debieron haber comenzado a tener relaciones con otros lugares. Con el paso del tiempo yo he venido corroborando que puede ser muy cierta esta hipótesis por muchas razones que ahorita no hay tiempo de ver". 
Por último, el Lienzo de Quauhquechollan muestra un lugar con piñas rodeado de fosas cerca de la Panatacat pipil postclásica (Escuintla), por lo que todas estas pruebas la volverían aún más plausible, que digamos, la hipótesis náhuatl.

### Hipótesis náhuatl
Muchos de los nombres de los municipios y poblados de Guatemala constan de dos partes: el nombre del santo católico que se venera el día en que fueron fundados y una descripción con raíz náhuatl; esto se debe a que las tropas que invadieron la región en la década de 1520 al mando de Pedro de Alvarado estaban compuestas por soldados españoles y por indígenas tlaxcaltecas y cholultecas. En este caso, el topónimo «Masagua» proviene de las raíces «mazatl» (náhuatl: «venado»), «wa» (posesivo calificativo de paraje) y «co», por lo que significaría «paraje de venado».

### Hipótesis mixta náhuatl - español
Otra versión indica que «Masagua» provendría de las voces «mazatl» (español: «venado») e «iaguí» (español: «que va»), por lo que significaría «Venado que huye».

## Geografía física

### Suelos
El municipio, tiene suelos de serie bacul, de origen aluvial, siendo arcillas neutras de color café; los suelos de textura franco arenosa, son de productividad agrícola y son intensamente trabajados con cultivos limpios, especialmente con caña de azúcar, subutilizando el uso de la tierra en mayor porcentaje.

### Clima
Según la Clasificación climática de Köppen, su clima es de Tropical de Sabana (Aw). Por su altitud promedio de los 107 m s. n. m., sus temperaturas máximas son altas, por lo que la sensación térmica del municipio es muy caluroso. A pesar de que posee varios meses secos, sus precipitaciones en la temporada de lluvias son altas, promediando los 2200 mm anuales, debido a que se ubica entre la planicie costera del Pacífico y la cadena volcánica de la Sierra Madre de Chiapas, donde la humedad se acumula con mucha facilidad.
| Parámetros climáticos promedio de Masagua | Parámetros climáticos promedio de Masagua | Parámetros climáticos promedio de Masagua | Parámetros climáticos promedio de Masagua | Parámetros climáticos promedio de Masagua | Parámetros climáticos promedio de Masagua | Parámetros climáticos promedio de Masagua | Parámetros climáticos promedio de Masagua | Parámetros climáticos promedio de Masagua | Parámetros climáticos promedio de Masagua | Parámetros climáticos promedio de Masagua | Parámetros climáticos promedio de Masagua | Parámetros climáticos promedio de Masagua | Parámetros climáticos promedio de Masagua |
| Mes                                       | Ene.                                      | Feb.                                      | Mar.                                      | Abr.                                      | May.                                      | Jun.                                      | Jul.                                      | Ago.                                      | Sep.                                      | Oct.                                      | Nov.                                      | Dic.                                      | Anual                                     |
| ----------------------------------------- | ----------------------------------------- | ----------------------------------------- | ----------------------------------------- | ----------------------------------------- | ----------------------------------------- | ----------------------------------------- | ----------------------------------------- | ----------------------------------------- | ----------------------------------------- | ----------------------------------------- | ----------------------------------------- | ----------------------------------------- | ----------------------------------------- |
| Temp. máx. media (°C)                     | 33.2                                      | 33.6                                      | 34.6                                      | 34.7                                      | 34.0                                      | 32.7                                      | 33.0                                      | 32.9                                      | 32.0                                      | 31.9                                      | 32.2                                      | 32.7                                      | 33.1                                      |
| Temp. media (°C)                          | 26.6                                      | 27.1                                      | 28.2                                      | 28.7                                      | 28.7                                      | 27.9                                      | 28.1                                      | 27.9                                      | 27.4                                      | 26.8                                      | 26.8                                      | 26.7                                      | 27.6                                      |
| Temp. mín. media (°C)                     | 20.1                                      | 20.6                                      | 21.9                                      | 22.7                                      | 23.4                                      | 23.2                                      | 23.3                                      | 23.0                                      | 22.8                                      | 21.7                                      | 21.4                                      | 20.7                                      | 22.1                                      |
| Precipitación total (mm)                  | 4                                         | 4                                         | 19                                        | 76                                        | 273                                       | 394                                       | 317                                       | 219                                       | 451                                       | 399                                       | 81                                        | 10                                        | 2247                                      |
| Fuente: Climate-Data.org                  |                                           |                                           |                                           |                                           |                                           |                                           |                                           |                                           |                                           |                                           |                                           |                                           |                                           |

### Ubicación geográfica
Masagua se encuentra a una distancia de 15 km de la cabecera departamental, Escuintla y es uno de los pocos municipios del departamento de Escuintla que no limitan con otros departamentos o con el Océano Pacífico:
- Norte y noreste: Escuintla
- Sur: San José
- Este: Guanagazapa
- Sureste: Iztapa
- Oeste: La Democracia[11]

|                      | Norte: Escuintla | Nordeste: Escuintla |
| Oeste: La Democracia |                  | Este: Guanagazapa   |
|                      | Sur: San José    | Sureste: Iztapa     |

## Gobierno municipal
Los municipios se encuentran regulados en diversas leyes de la República, que establecen su forma de organización, lo relativo a la conformación de sus órganos administrativos y los tributos destinados para los mismos. Aunque se trata de entidades autónomas, están sujetos a la legislación nacional y las principales leyes que los rigen desde 1985 son:
| N.º | Ley                                                | Descripción |
| --- | -------------------------------------------------- | --- |
| 1   | Constitución Política de la República de Guatemala | Tiene una regulación legal específica para los municipios en los artículos 253 al 262. |
| 2   | Ley Electoral y de Partidos Políticos              | Ley de carácter constitucional aplicable a los municipios en el tema de la conformación de sus autoridades electas. |
| 3   | Código Municipal                                   | Decreto 12-2002 del Congreso de la República de Guatemala. Tiene la categoría de ley ordinaria y contiene preceptos generales aplicables a todos los municipios, e inclusive contiene legislación referente a la creación de los municipios.             |
| 4   | Ley de Servicio Municipal                          | Decreto 1-87 del Congreso de la República de Guatemala. Regula las relaciones entra la municipalidad y los servidores públicos en materia laboral. Tiene su base constitucional en el artículo 262 de la constitución que ordena la emisión de la misma. |
| 5   | Ley General de Descentralización                   | Decreto 14-2002 del Congreso de la República de Guatemala. Regula el deber constitucional del Estado, y por ende del municipio, de promover y aplicar la descentralización y desconcentración económica y administrativa.                                |

El gobierno de los municipios de Guatemala está a cargo de un Concejo Municipal mientras que el código municipal —ley ordinaria que contiene disposiciones que se aplican a todos los municipios— establece que «el concejo municipal es el órgano colegiado superior de deliberación y de decisión de los asuntos municipales […] y tiene su sede en la circunscripción de la cabecera municipal». Por último, el artículo 33 del mencionado código establece que «[le] corresponde con exclusividad al concejo municipal el ejercicio del gobierno del municipio».
El concejo municipal se integra con el alcalde, los síndicos y concejales, electos directamente por sufragio universal y secreto para un período de cuatro años, pudiendo ser reelectos.
Existen también las Alcaldías Auxiliares, los Comités Comunitarios de Desarrollo (COCODE), el Comité Municipal del Desarrollo (COMUDE), las asociaciones culturales y las comisiones de trabajo. Los alcaldes auxiliares son elegidos por las comunidades de acuerdo a sus principios y tradiciones, y se reúnen con el alcalde municipal el primer domingo de cada mes, mientras que los Comités Comunitarios de Desarrollo y el Comité Municipal de Desarrollo organizan y facilitan la participación de las comunidades priorizando necesidades y problemas.
Los alcaldes que ha habido en el municipio son:
- 2016-2020: Blanca Alfaro[13]

## Historia
Se tienen conocimientos de la existencia del municipio de Masagua en el siglo xviii.
La constitución del Estado de Guatemala promulgada el 11 de octubre de 1825 estableció los circuitos para la administración de justicia en el territorio del Estado y menciona que el poblado de Masagua era parte del Circuito de Escuintla en el Distrito N.º 2 del mismo nombre, junto con Escuintla, San Pedro Mártir, Chahuite, Palín, Guanagazapa, los dos Mixtanes (Santa Ana y San Juan), Don García, Tecuaco, La Gomera, Chipilapa, Siquinalá y Cotzumalguapa.
Masagua pasó de categoría a municipio el 1 de mayo de 1830 y en 1883 le fue anexado el antiguo municipio de San Juan Mixtán.

### Demarcación política de Guatemala de 1902
En 1902, el gobierno del licenciado Manuel Estrada Cabrera publicó la Demarcación Política de la República, y en ella se describe así a Masagua: «su cabecera es el pueblo del mismo nombre, a 16 km de Escuintla, ocupa un área de 480 caballerías, 50 manzanas, y está limitado: al Norte, por Escuintla; al Sur, por San José; al Oriente, por el río de las Ojas, el cual los separa del municipio de Guanagazapa y al Occidente, el municipio de Don García.  El clima es caliente y sano; y los cultivos principales: maíz y frijol. Una parte de sus moradores se dedica a la crianza de ganado».

## Economía
La economía es diversa en este municipio ya que se practica la agricultura y la actividad pecuaria. Cada uno de ellos representa una gran cantidad de dinero por año ya que producen grandes cantidades de elementos que son vendidos tanto en el municipio como en el resto del departamento.

### Agricultura
La mayor producción que realiza el municipio es la caña de azúcar ya que las grandes cosechas y la industrializaciones de azúcar hacen que el municipio obtenga una gran cantidad de dinero por año. También se cosechan granos básicos como maíz, frijol, arroz y maicillo.

### Actividad pecuaria
Se producen grandes cantidades gracias a la ganadería y producen productos como los lácteos, también aves de corral como las gallinas, pollos, etc.

### Generación eléctrica
Una planta de generación eléctrica a base de carbón mineral, propiedad de Jaguar Energy está localizada en Tierra Colorada, Masagua, Escuintla, contigua a la comunidad de San Miguel Las Flores y a veinticinco kilómetros del Puerto de San José. Esta empresa es subsidiaria de la estadounidense Ashmore Energy International Ltd.(AEI) y fue registrada en Guatemala a principios de 2008. La planta, con un costo estimado de US$750 millones, produciría 300 megavatios y la energía producida se vendería a Energuate —la distribuidora de electricidad más grande en Guatemala— subsidiaria del fondo de inversiones británico ACTIS.
Por su parte, la comercializadora de energía «ION energy» —propiedad del grupo guatemalteco Corporación Multi Inversiones— inició operaciones en Masagua en 2014.